# Pyruvatdehydrogenase-Komplex
Der Pyruvatdehydrogenase-Komplex (PDC) ist ein sehr großer Multienzymkomplex, der die irreversible oxidative Decarboxylierung von Pyruvat katalysiert. Er ist für die Energiegewinnung aus Kohlenhydraten, beispielsweise D-Glucose, essenziell nötig, da er die Glykolyse mit dem Citratzyklus verbindet.
Ein funktionierender Pyruvatdehydrogenase-Komplex wurde in jedem aeroben Eukaryot sowie aeroben Prokaryot gefunden. Bei fakultativ anaeroben Bakterien ist der Komplex unter anaeroben Bedingungen inaktiv. Obligat anaerobe Bakterien wie Clostridien oder aerobe Archaeen verwenden dagegen eine Pyruvat-Ferredoxin-Oxidoreduktase.
Mit den anderen Multienzymkomplexen: α-Ketoglutarat-Dehydrogenase-Komplex (OGDC), dem 2-Oxoadipat-Dehydrogenase-Komplex (OADHC) und dem verzweigtkettigen α-Ketosäure-Dehydrogenase-Komplex (BCKDC) gehört der Pyruvatdehydrogenase-Komplex zu der Familie der 2-Oxosäure-Dehydrogenasen-Komplexe.

## Aufbau
Der Komplex findet sich bei Eukaryoten in der mitochondrialen Matrix, bei Prokaryoten im Cytoplasma und bei Pflanzen zusätzlich in Plastiden. Er besteht aus multiplen Kopien dreier Enzym-Untereinheiten, die jede für sich eine Teilreaktion katalysieren. Die aktiven Zentren der jeweiligen Untereinheiten sind dabei eng benachbart:
| Untereinheit | EC-Nummer   | Name                         | Gen         | Cofactor                  |
| ------------ | ----------- | ---------------------------- | ----------- | ------------------------- |
| E1           | EC 1.2.4.1  | Pyruvatdehydrogenase         | PDHA1, PDHB | Thiaminpyrophosphat (TPP) |
| E2           | EC 2.3.1.12 | Dihydrolipoyl-Transacetylase | DLAT        | Liponsäure, CoA           |
| E3           | EC 1.8.1.4  | Dihydrolipoyl-Dehydrogenase  | DLD, PDHX   | FAD, NAD                  |

Der gesamte Komplex zählt in Eukaryoten zu einem der größten, bekannten Multienzymkomplexe. Er hat einen Durchmesser von ca. 500 Å und eine molare Masse von 9,5 Megadalton. Die Kernstruktur, ein Dodekaeder, wird von 60 E2-Untereinheiten gebildet, die an den 20 Ecken des Dodekaeders Trimere bilden. An diese Kernstruktur sind 30 E1 Heterotetramere und 12 E3-Homodimere lokalisiert. Darüber hinaus findet sich noch ein E3-Bindeprotein, (E3BP), welches die E3-Untereinheiten an den Gesamtkomplex bindet.
Bakterien haben eine etwas andere Zusammensetzung des Komplexes. Am besten ist der PDC aus Escherichia coli untersucht, was auf die Arbeiten von Lester Reed zurückgeht. Der Kern des PDC von Escherichia coli ist ein kubischer Komplex aus 24 E2-Untereinheiten, wobei 8 E2-Homotrimere die Ecken des Würfels besetzen. Es gibt aber auch einige Gram-negative Bakterien, deren Kernstruktur wie die bei Eukaryoten aufgebaut ist. Die Untereinheiten E1 und E3 werden als periphere Untereinheiten bezeichnet und binden jeweils als Homodimere an die PDC Kernstruktur. Lange Zeit wurde angenommen, dass 12 E1-Homodimere und 6 E3 Homodimere an den kubischen Kern aus 24 E2 Untereinheiten binden.  Erst die Rekonstitution des gesamten PDC aus den einzelnen Untereinheiten in vitro zeigte, dass der mit E1- und E3-Homodimeren gesättigte PDC 16 E1-Dimere und 8 E3-Dimere gebunden hat und eine Gesamtmasse von 5.6 MDa besitzt.
An den enzymatischen Reaktionen von PDC sind drei Cofaktoren beteiligt: TPP (gebunden an E1), kovalent an E2 gebundenes Liponamid und an E3 gebundenes FAD.

## Die Reaktion

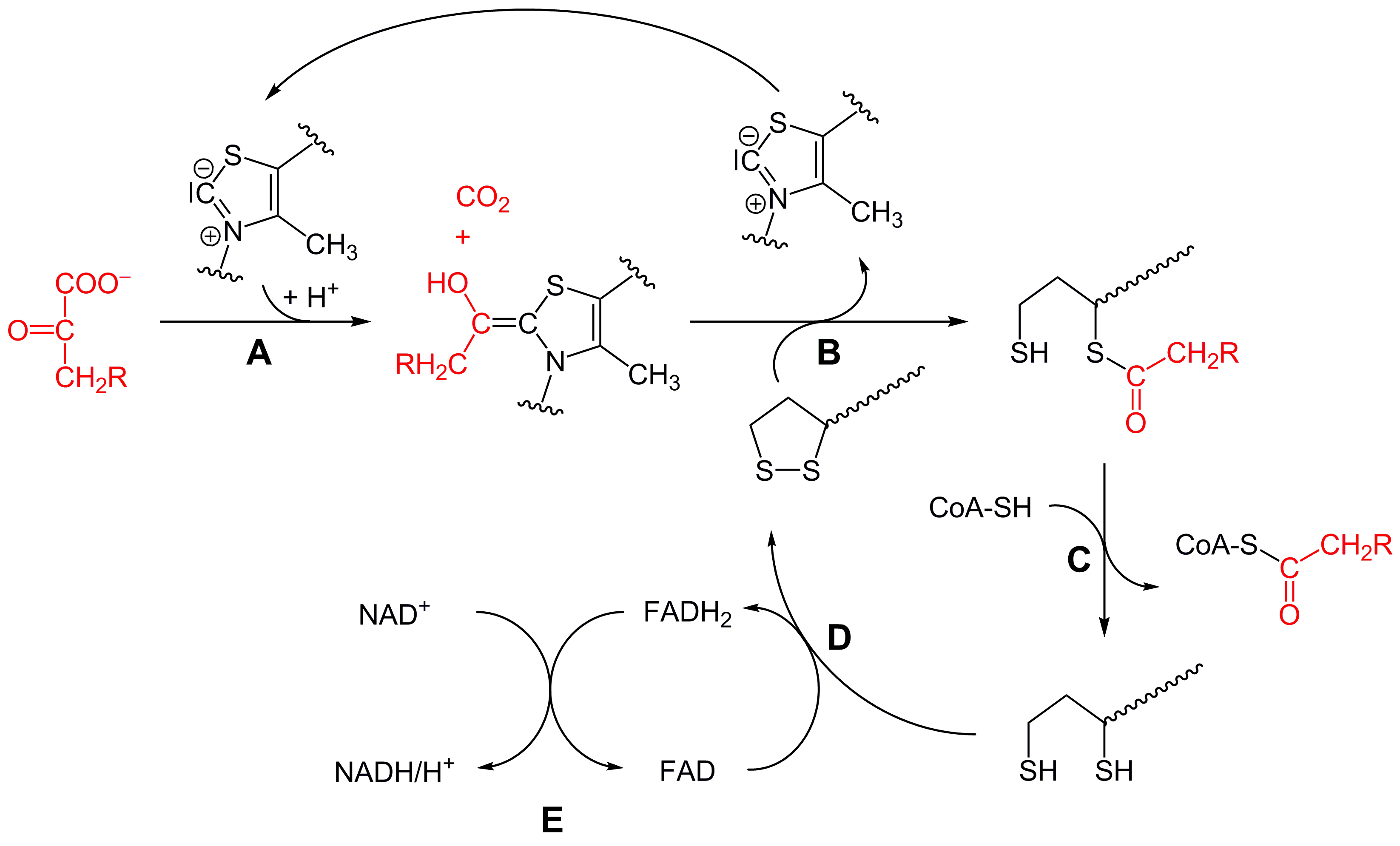
Reaktionsschema der oxidativen Decarboxylierung, im konkreten Fall der PDC ist R=H

Bei der oxidativen Decarboxylierung wird vom Pyruvat (C3) Kohlenstoffdioxid (CO2) abgespalten und ein NADH gewonnen. Dabei wird eine energiereiche Thioesterbindung zwischen Coenzym A und dem Acetatrest gebildet, so dass Acetyl-CoA entsteht. Die Energie hierfür stammt aus der Decarboxylierung. Die Umwandlung von Pyruvat zu Acetyl-CoA ist unter physiologischen Bedingungen irreversibel.

### Teilschritte
- Die Decarboxylierung von Pyruvat erfolgt mit Hilfe der Pyruvatdehydrogenase (E1) des Pyruvatdehydrogenase-Komplex (A). Bei dieser katalysierten Reaktion ist Thiaminpyrophosphat (TPP) die prosthetische Gruppe und bildet eine Atombindung mit Pyruvat. Das Reaktionsprodukt ist Hydroxyethyl-TPP und CO2. Diese Hydroxyethylgruppe wird zu einer Acetylgruppe oxidiert und von Liponamid übernommen, so dass eine energiereiche Thioesterbindung, S-Acetylliponamid (B), entsteht. Liponamid ist an der Transacetylase-Untereinheit kovalent gebunden. Die Disulfidgruppe des Liponamids wird bei dieser Reaktion zur Disulfhydrylform reduziert.

- Der Acetylrest von Acetylliponamid wird auf Coenzym A übertragen, somit entstehen Acetyl-CoA und Dihydroliponamid (C). Dies wird von der Dihydrolipoyl-Transacetylase (E2) katalysiert. Formal erfolgt bei dieser Reaktion eine Umesterung, wodurch die energiereiche Thioesterbindung erhalten bleibt.[10]
- Dihydroliponamid wird durch die Dihydrolipoyl-Dehydrogenase (E3)-Untereinheit zu Liponamid regeneriert. Dabei wird ein kovalent gebundenes FAD zu FADH2 reduziert (D), welches durch die Reduktion von NAD+ wieder regeneriert wird (E). Die Übertragung von Elektronen findet normalerweise in umgekehrter Richtung von NADH zu FAD statt. Das Elektronenübertragungspotential von FAD ist durch seine chemische Umgebung innerhalb des Proteins aber ausreichend erhöht, so dass die Reaktion ablaufen kann.[10]

Somit ergibt sich folgende Gesamtreaktion:
{\displaystyle {\ce {Pyruvat + HS-CoA + NAD+ -> Acetyl-CoA + CO2 + NADH + H+}}}
Durch die Generierung von Acetyl-CoA aus Pyruvat wird eine Verbindung zwischen der Glykolyse und Citratzyklus hergestellt. Das entstandene Acetyl-CoA kann dann mit Oxalacetat durch die Citratsynthase weiter zu Citrat umgesetzt werden. Das NADH/H+ kann durch die Atmungskette wieder reoxidiert werden.

## Essentialität von Vitamin B1und Mangel
Der Pyruvatdehydrogenase-Komplex ist, gemäß der beschriebenen Reaktion, für alle (Netto-)Energiegewinnung aus Kohlenhydraten (im Gegensatz zu Fetten) notwendig. Mit dem Anteil von Vitamin B1 (Thiamin) ist hierzu auch ein Vitamin nötig, also ein Stoff der von außen zugeführt werden muss. Es gibt einen erhöhten Bedarf für Thiamin bei stark erhöhter Kohlenhydratzufuhr. Bei normaler gesunder Ernährung ohne Alkoholkonsum ist eine zusätzliche Thiaminzufuhr nicht notwendig.

## Regulation
Die Endprodukte Acetyl-CoA und auch NADH können zu einer Hemmung des Pyruvatdehydrogenase-Komplexes führen (Produkthemmung). Darüber hinaus wird der Komplex auch durch zwei Modifikationen reguliert. Hierbei katalysieren eine Pyruvatdehydrogenase-Kinase (PDK) und eine Phosphopyruvatdehydrogenase-Phosphatase (PDP) die reversible Phosphorylierung des cytosolischen PDC. In Säugern werden drei, in Pflanzen zwei hochkonservierte Serinreste der E1-Untereinheit durch die PDK unter ATP-Verbrauch phosphoryliert. Dies bewirkt eine komplette Inaktivierung der PDC. Die Phosphatase macht die Phosphorylierung wieder rückgängig und aktiviert damit den Gesamtkomplex.
Beim Menschen wird die PDP durch Calcium- sowie Magnesiumionen stimuliert. Eine Steigerung des Calciumspiegels kann auch von α-Sympathomimetika und Vasopressin hervorgerufen werden. Die PDK wird dagegen von Acetyl-CoA und NADH stimuliert, während Pyruvat, ADP und Calciumionen einen hemmenden Effekt haben. In Pflanzen ist die Aktivität der Kinase höher als die der Phosphatase, so dass sie dort noch zusätzlich reguliert werden muss. Hierbei aktiviert Ammonium (NH4+) die PDK, während Pyruvat und ADP diese hemmen.

## Klinische Relevanz
Ein Pyruvat-Dehydrogenase-Mangel (PDCD) kann durch Mutationen in einem der Enzyme oder Cofaktoren entstehen, die zum Aufbau des Komplexes verwendet werden. Der wichtigste klinische Befund ist die Laktatazidose. Die PDCD-Mutationen, die nachfolgend zu einem Mangel an NAD- und FAD-Produktion führen, behindern oxidative Phosphorylierungsprozesse, welche für die aerobe Atmung von zentraler Bedeutung sind. In der Folge wird Acetyl-CoA stattdessen über anaerobe Mechanismen zu anderen Molekülen wie Laktat abgebaut, was zu einem Überschuss an körpereigenem Laktat und damit verbundenen neurologischen Pathologien führt.
Ein Pyruvat-Dehydrogenase-Mangel ist zwar selten, aber es gibt eine Reihe verschiedener Gene, die, wenn sie mutiert oder nicht funktionsfähig sind, diesen Mangel verursachen können.
Erstens enthält die E1-Untereinheit der Pyruvatdehydrogenase vier verschiedene Untereinheiten: zwei α-Untereinheiten, die als E1-α bezeichnet werden, und zwei β-Untereinheiten, die als E1-β bezeichnet werden. Das PDHA1-Gen, das in den E1-α-Untereinheiten zu finden ist, verursacht, wenn es mutiert ist, 80 % der Fälle von Pyruvatdehydrogenasemangel, da diese Mutation das E1-α-Protein kürzt. Eine verminderte Funktion des E1-α-Proteins verhindert, dass die Pyruvat-Dehydrogenase ausreichend an Pyruvat bindet, wodurch die Aktivität des Gesamtkomplexes verringert wird. Wenn das PDHB-Gen in der E1-β-Untereinheit des Komplexes mutiert ist, führt dies ebenfalls zu einem Pyruvat-Dehydrogenase-Mangel.
Auch Mutationen in anderen Untereinheiten des Komplexes, wie das DLAT-Gen in der E2-Untereinheit, das PDHX-Gen in der E3-Untereinheit sowie eine Mutation in einem Pyruvat-Dehydrogenase-Phosphatase-Gen, bekannt als PDP1, wurden auf einen Pyruvat-Dehydrogenase-Mangel zurückgeführt, wobei ihr spezifischer Beitrag zum Krankheitszustand nicht bekannt ist.
Bei der Stoffwechselkrankheit der kombinierten Malon- und Methylmalonazidurie (CMAMMA) aufgrund von ACSF3-Mangel, ist die mitochondriale Fettsäuresynthese (mtFAS) gestört, die die Vorläuferreaktion der Liponsäurebiosynthese darstellt. Die Folge ist ein verminderter Lipoylierungsgrad von wichtigen mitochondrialen Enzymen, wie unter anderem des Pyruvat-Dehydrogenase- und des α-Ketoglutarat-Dehydrogenase-Komplexes (OGDC).

## Hemmstoffe

Giftigkeit von Arsenit bei Sulfhydrylgruppen

Giftigkeit von organischen Arsenverbindungen bei Sulfhydrylgruppen

Arsen(III)-verbindungen wie Arsenit (AsO33−) oder organische Arsenverbindungen gehen kovalente Verbindungen mit Sulfhydrylgruppen ein. Daher vermögen sie das Liponamid aus der PDC zu inaktivieren und wirken damit toxisch.

## PDC in Plastiden
In Pflanzen kommt der Pyruvatdehydrogenase-Komplex nicht nur in Mitochondrien vor, sondern auch in Plastiden. Dort ist er in der Bereitstellung von Acetyl-CoA für die Fettsäuresynthese involviert. Jedoch ist die Aktivität des Komplexes – je nach Entwicklungsstadium der Zelle – eher gering. Der größte Teil des Acetyl-CoA wird nämlich aus Acetat bezogen, was ATP-abhängig von einer Acetyl-CoA-Synthetase katalysiert wird.